# رها شده (آلبوم اسکیلت)
رها شده (به انگلیسی: Unleashed) نهمین آلبوم گروه کریستین راک آمریکایی اسکیلت است که در ۵ اوت ۲۰۱۶ منتشر شد. خبر این آلبوم در ۲۰ مهٔ ۲۰۱۶ اعلام شد و همزمان یک ویدیوی متنی برای آهنگ «احساس شکست‌ناپذیری کن» در کانال یوتیوب گروه منتشر شد. شش روز بعد، گروه یک ویدیوی متنی برای آهنگ «ستارگان» در کانال یوتیوب خود منتشر کرد. این آلبوم در ۴ دسامبر ۲۰۱۸ با فروش ۵۰۰٬۰۰۰ نسخه، توسط انجمن صنعت ضبط موسیقی ایالات متحده آمریکا گواهی طلایی دریافت کرد.

## ضبط
در ۱۶ فوریهٔ ۲۰۱۵، اسکیلت اعلام کرد که در حال نوشتن قطعاتی برای آلبوم جدیدی هستند که ضبط آن از ماه ژوئن آغاز می‌شود و احتمالاً در اواخر نیمهٔ دوم سال ۲۰۱۵ یا اوایل ۲۰۱۶ منتشر خواهد شد، اما انتشار آن به تاریخ ۵ اوت ۲۰۱۶ موکول شد. این گروه با برایان هاویس، که پیش از این آلبوم، آلبوم به کما رفته را در سال ۲۰۰۶ تهیه کرده بود، به‌همراه تهیه‌کنندگانی مانند کوین چورکو، نیل آورون و ست مازلی همکاری کردند. کوپر اظهار داشت که قبل از رفتن به استودیو برای ضبط موسیقی، احساس «واقعاً الهام‌بخش» بودن کرده‌است. اگرچه او گفت «آهنگ‌ها بسیار تهاجمی و کاملاً رک هستند»، اما آهنگ‌های جدید با صدای اسکیلت که آنها ساخته‌اند، کاملاً مطابقت دارند.
در ۸ آوریل، اسکیلت پیش‌نمایشی از آهنگ جدیدی را که بعداً مشخص شد «خروج از جهنم» نام دارد، در صفحات رسانه‌های اجتماعی خود منتشر کرد. در ۲۰ مهٔ ۲۰۱۶، اعلام شد عنوان آلبوم، رها شده، است و قرار است در ۵ اوت ۲۰۱۶، توسط آتلانتیک رکوردز منتشر شود. یک ویدیوی متن ترانه، «احساس شکست‌ناپذیری کن»، نیز در منتشر شد. در ۲۶ مه، ویدیوی متن ترانه و تک‌آهنگ دیجیتال «ستارگان » به‌همراه پیش‌نمایشی از آهنگ دیگری با عنوان «بازگشت از مرگ» منتشر شد. در ۸ ژوئیه، نسخهٔ کامل «بازگشت از مرگ» برای خرید آنلاین در دسترس قرار گرفت و پس از آن در ۲۹ ژوئیه «می‌خواهم زندگی کنم» منتشر شد.

## موسیقی و شعر
جان کوپر اشاره کرد که آلبوم رها شده از آهنگ‌هایی از متال تا پاپ تشکیل شده‌است. کوپر همچنین اشاره کرد که می‌خواسته آهنگ‌های آلبوم رها شده هم از نظر شعر و هم از نظر موسیقی به هم مرتبط باشند.

## جوایز و تقديرنامه‌ها
در ۹ اوت ۲۰۱۷، اعلام شد که آلبوم رها شده در چهل و هشتمین دوره جوایز سالانه جی‌ام‌ای داو، نامزد دریافت جایزه آلبوم سال راک/معاصر خواهد شد. در سال ۲۰۱۸، این آلبوم در ایالات متحده گواهی طلایی دریافت کرد.

## فهرست ترانه‌ها
| شماره      | نام                    | نویسنده(ها)                                  | مدت   |
| ---------- | ---------------------- | -------------------------------------------- | ----- |
| ۱.         | «احساس شکست‌ناپذیری کن» | جان کوپر، ست مازلی                           | ۳:۵۰  |
| ۲.         | «بازگشت از مردگان»     | جی. کوپر، کوری کوپر                          | ۳:۳۴  |
| ۳.         | «ستارگان»              | جی. کوپر، کی. کوپر، جیسون اینگرام، اس. مازلی | ۳:۴۶  |
| ۴.         | «می‌خواهم زنده بمانم»   | جی. کوپر، کی. کوپر                           | ۳:۲۹  |
| ۵.         | «رها شده»              | جی. کوپر، کین چورکو، کوین چورکو              | ۳:۳۶  |
| ۶.         | «معروف»                | جی کوپر، اس. موزلی، سام تینز                 | ۳:۱۸  |
| ۷.         | «شیرها»                | جی. کوپر، کی. کوپر، میا فیلدز، اس. مازلی     | ۳:۲۵  |
| ۸.         | «خارج از جهنم»         | جی. کوپر، کین چورکو، کوین چورکو              | ۳:۳۴  |
| ۹.         | «آن را بسوزانید»       | جی. کوپر، کی. کوپر، اس. مازلی                | ۳:۱۶  |
| ۱۰.        | «رصد دنباله‌دارها»      | جی. کوپر، کی. کوپر                           | ۳:۲۹  |
| ۱۱.        | «نجات‌دهندگان جهان»     | جی. کوپر، کی. کوپر                           | ۳:۴۶  |
| ۱۲.        | «مقاومت»               | جی. کوپر، کی. کوپر، اس. مازلی                | ۳:۵۲  |
| مجموع مدت: | مجموع مدت:             | مجموع مدت:                                   | ۴۲:۵۵ |

| فراتر از رها شده | فراتر از رها شده                    | فراتر از رها شده                       | فراتر از رها شده |
| شماره            | نام                                 | نویسنده(ها)                            | مدت              |
| ---------------- | ----------------------------------- | -------------------------------------- | ---------------- |
| ۱۳.              | «آزاد شدن» (همکاری با لیسی استورم)  | جی. کوپر، کی. کوپر                     | ۳:۵۳             |
| ۱۴.              | «تا روشنایی روز بمان»               | جی کوپر، نال کارلسون، توبیاس کارلسون   | ۳:۴۵             |
| ۱۵.              | «شجاع»                              | جی. کوپر، کی. کوپر، اس. مازلی          | ۳:۴۹             |
| ۱۶.              | «شما مرا بالا بگیرید»               | جی. کوپر، کی. کوپر، جن لجر، ست موریسون | ۳:۱۷             |
| ۱۷.              | «آن را خاموش کنید»                  | جی. کوپر، کی. کوپر، برایان هاویس       | ۳:۴۹             |
| ۱۸.              | «احساس شکست‌ناپذیری کن» (ریمیکس Y2K) |                                        | ۳:۴۲             |
| ۱۹.              | «مقاومت» (ریمیکس سلی)               |                                        | ۳:۵۲             |
| ۲۰.              | «ستارگان» (نسخهٔ فیلم)               |                                        | ۴:۰۶             |
| مجموع مدت:       | مجموع مدت:                          | مجموع مدت:                             | ۷۳:۰۷            |

## نمودارها

### هفتگی
| نمودار (۲۰۱۶)                                  | بهترین رتبه |
| ---------------------------------------------- | ----------- |
| آلبوم‌های استرالیایی (ای‌آرآی‌ای)                 | ۷           |
| آلبوم‌های اتریشی (آلبوم‌های او۳)                 | ۱۴          |
| آلبوم‌های بلژیکی (اولتراتاپ فلاندرز)            | ۲۶          |
| آلبوم‌های بلژیکی (اولتراتاپ والونیا)            | ۴۸          |
| آلبوم‌های کانادایی (بیلبورد)                    | ۷           |
| آلبوم‌های نیوزیلندی (آرام‌ان‌زد)                  | ۴۷          |
| آلبوم‌های فرانسوی (SNEP)                        | ۱۵۲         |
| آلبوم‌های آلمانی (۱۰۰ آلبوم برتر رسمی)          | ۱۱          |
| آلبوم‌های مجارستانی (ماهاز)                     | ۱۸          |
| آلبوم‌های هیت‌سیکر نیوزیلند (RMNZ)               | ۱           |
| آلبوم‌های روسی (تاپ‌هیت)                         | ۲           |
| آلبوم‌های اسکاتلندی (شرکت جدول‌های رسمی)         | ۲۵          |
| آلبوم‌های اسپانیایی (پروموزیکای)                | ۸۵          |
| آلبوم‌های سوئدی (برترین‌های سوئد)                | ۵۵          |
| آلبوم‌های سوئیسی (جدول موسیقی سوئیس)            | ۹           |
| آلبوم‌های بریتانیا (شرکت جدول‌های رسمی)          | ۴۵          |
| جدول آلبوم‌های مسیحی و گاسپل (OCC)              | ۱           |
| بیلبورد ۲۰۰ ایالات متحده                       | ۳           |
| آلبوم‌های مسیحی ایالات متحده (بیلبورد)          | ۱           |
| آلبوم‌های آلترنیتیو برتر ایالات متحده (بیلبورد) | ۲           |
| آلبوم‌های هارد راک برتر ایالات متحده (بیلبورد)  | ۱           |
| آلبوم‌های راک برتر ایالات متحده (بیلبورد)       | ۲           |

### نمودارهای پایان سال
| نمودار (۲۰۱۶)                           | موقعیت |
| --------------------------------------- | ------ |
| بیلبورد ۲۰۰ ایالات متحده                | ۱۹۴    |
| برترین آلبوم راک ایالات متحده (بیلبورد) | ۲۳     |

## گواهی‌نامه‌ها
| منطقه               | گواهی | واحد گواهی‌شده/فروش |
| ------------------- | ----- | ------------------ |
| ایالات متحده (RIAA) | طلایی | ۵۰۰٬۰۰۰            |